# Ubérrima
A ubérrima (abreviação: UB$) é a primeira moeda local do Brasil e pode ser usada apenas no município de Resplendor, no estado de Minas Gerais. Inaugurada em 15 de abril de 2024, foi posta em circulação no dia 16 de abril do mesmo ano. Foi criada com o objetivo de aumentar a economia local, reter a riqueza na cidade e aumentar o consumo no município, já que a moeda só pode ser utilizada em Resplendor. A sua paridade com o Real é de 1:1. A moeda foi produzida na Casa da Moeda Municipal

## Origem do nome
Para decidir o nome da nova moeda, foi realizado um concurso no município, no qual o vencedor foi o nome Ubérrima, extraído do hino da cidade, que contém os dizeres:
“Resplendor, terra ubérrima e querida, onde a vida se passa docemente. Trazes no peito ainda bem gravadas as pegadas do indígena valente!”.